# Ken Johnson (cestista 1962)
Kenneth H. Johnson, detto Ken (Tuskegee, 7 novembre 1962), è un ex cestista statunitense, professionista nella NBA, in Italia, in Spagna e in Argentina.

## Carriera
È stato selezionato dai Chicago Bulls al secondo giro del Draft NBA 1985 (28ª scelta assoluta).